# 小行星2360
小行星2360（2360 Volgo-Don）是一颗围绕太阳公转的小行星。1975年11月2日，塔瑪拉·斯米爾諾娃在克里米亚发现了此天体。
該小行星以俄羅斯的伏爾加-頓河運河命名。
这颗小行星的绝对星等为2.103212356917577等。